# La Grande Nouba
Pour plus de détails, voir Fiche technique et Distribution.
La Grande Nouba est un film français réalisé par Christian Caza, sorti en 1974.

## Fiche technique
Source IMDb
- Titre : La Grande Nouba
- Réalisation : Christian Caza
- Scénario : Guy Grosso et Michel Modo
- Dialogues : André Tabet et Georges Tabet
- Photographie : Michel Rocca
- Décors : Pierre Cadiou
- Costumes : Anita Tordjman
- Son : Paul Habans et William-Robert Sivel (mixage)
- Montage : Paulette Robert
- Musique : Michèle Auzépy
- Société de production : Productions Belles Rives
- Pays d'origine :  France
- Genre : Comédie
- Format : Couleur
- Durée : 95 minutes
- Date de sortie : France : 1er avril 1974

## Distribution
Source IMDb
- Jacques Dufilho : le vicomte Galmiche de Quibedec
- Sim : Alexandre
- Rosy Varte : la vicomtesse
- Marion Game : la propriétaire de l'institut de beauté
- Jacques Jouanneau : le reporter TV
- Jacques Dynam : le chef de la sécurité
- Albert Pierjac : le chauffeur de taxi
- Annick Berger : la grosse dame
- François Cadet : un gangster
- Jack Lenoir : un gangster